# بيتر بيرك (لاعب اتحاد الرغبي)
بيتر بيرك (بالإنجليزية: Peter Burke)‏ هو لاعب اتحاد الرغبي نيوزيلندي، ولد في 22 سبتمبر 1927 في تاورانجا في نيوزيلندا، وتوفي في 2 أكتوبر 2017 في نيو بلايموث في نيوزيلندا.